# 扁棒壳科
扁棒壳科（学名：Acrospermaceae）为扁棒壳目的一科真菌。

## 下属分类
- 扁棒壳属 Acrospermum
- Gonatophragmium
- Oomyces